# Chris Spijkerboer
Christiaan Theodoor (Chris) Spijkerboer (Oost-Souburg, 26 januari 1935 - Breda, 1 oktober 2011) was een Nederlandse burgemeester van de PvdA.

## Leven en werk
Spijkerboer was een zoon van de hervormde predikant Lambertus Christiaan Spijkerboer en Neeltje Petronella van Walsum. Na zijn studie rechten werd Spijkerboer in 1969 benoemd tot burgemeester van de Drentse gemeente Gieten. Daarna volgden burgemeestersposten in het Zeeuws-Vlaamse Oostburg (1979) en het Zuid-Hollandse Sliedrecht (1987).